# Campofranco
Campofranco est une commune de la province de Caltanissetta en Sicile (Italie).

## Toponymie
Campufrancu en sicilien.

## Administration
| Période                                  | Période  | Identité         | Étiquette | Qualité |
| ---------------------------------------- | -------- | ---------------- | --------- | ------- |
| 15 mai 2007                              | En cours | Calogero Mazzara |           |         |
| Les données manquantes sont à compléter. |          |                  |           |         |

### Communes limitrophes
Aragona, Casteltermini, Grotte, Milena, Sutera